# Medische sociologie
Medische sociologie is de sociologische analyse van maatschappelijke fenomenen die een relatie hebben tot de gezondheid van de mens.
Dit kan gaan om een analyse van de medische organisaties en instituties, het sociale handelen van personeel en patiënten binnen de gezondheidssector, de productie en vormgeving van medische kennis, het onderscheid tussen ziekte en gezondheid en de sociale evaluatie van het menselijk lichaam. De opkomst van de medische sociologie valt te situeren rond de Tweede Wereldoorlog wanneer de culturele rol van geneeskunde en aanverwante disciplines sterk toenam. Vroege vertegenwoordigers van de medische sociologie waren onder meer Henry Sigerist, Lawrence Joseph Henderson, Howard Becker alsook Talcott Parsons. In het Nederlandstalig gebied is Abram de Swaan een auteur die zich met gezondheidszorg heeft beziggehouden. 
Parsons paste bijvoorbeeld vanuit functionalistisch perspectief theorieën rond sociale rolen toe op de medische sector. Ziekte wordt bijvoorbeeld maatschappelijk gezien als een geldig excuus om bepaalde beloften of verplichtingen, en dus de sociale rol, niet na te komen. Verder kan men bijvoorbeeld ook een onderscheid maken tussen subjectief ziek voelen (illness) en objectief ziek zijn (disease) volgens de geneeskunde. Verder kan men daarvan ook nog het specifieke gedrag onderscheiden dat een ziek persoon zal vertonen, zoals zich ziek melden en thuisblijven.
Sinds het opkomen van nieuwe biomedische wetenschappen, zoals genetica, is er ook een groeiende aandacht voor de verschuivende rol van ziekte door toedoen van nieuwe wetenschappelijke inzichten. Ook bijvoorbeeld in verband met ziekteverzekering, waar nu niet enkel wordt gekeken naar feitelijke ziektes, maar ook ziekterisico's zoals roken of een genetische aanleg tot bepaalde ziektes die zich niet noodzakelijk hoeven te manifesteren. Een gerelateerde vraag is die naar de mate van medicalisatie waarbij deviant gedrag steeds vaker wordt beschreven in medische termen. Zo is er de gelijkaardige discussie over de vraag of psychische ziektes wel werkelijk bestaan of niet een sociaal construct zijn. Dit laatste standpunt wordt soms verdedigd binnen de antipsychiatrie. Mildere standpunten, zoals in het werk van Thomas Szasz, stelden dat de manier waarop we in de samenleving omgaan met het label van psychische ziektes foutief of gevaarlijk is.
Medische sociologie heeft nauwe banden met andere deeldomeinen van de sociologie, zoals de kennis- en wetenschapssociologie, die zich toelegt op de vormgeving van wetenschappelijke kennis over het algemeen. Deze link is bijvoorbeeld aanwezig in het werk van Michel Callon. Vaak ook bestaan er vele verbanden met aanverwante disciplines, zoals de wetenschapsfilosofie of sociale antropologie. Zo is bijvoorbeeld het werk van de filosoof Georges Canguilhem, Le normal et le pathologique (1943/1966) een veel geciteerd werk. Antropologen die rond medische thema's hebben gewerkt zijn bijvoorbeeld Mary Douglas en Annemarie Mol.